# 福州大学
福州大学（ふくしゅうだいがく、英語: Fuzhou University（FZU））は、中国福建省福州市閩侯県上街鎮学園路2号に本部を置く中国の国立大学。1958年創立、1958年大学設置。大学の略称は福大（フクダイ）。
福建省人民政府直属の大学であり、211工程、双一流に選ばれた重点大学である。
学内には27の学院があり、学部90学科、39の一級学科修士点、22の修士専門学位授権点、14の一級学科博士点、2の博士専門学位授権点、10のポストドクター科学研究流動ステーション。

## キャンパス
福州大学は7つのキャンパスで構成されている、うち3つは福州市（旗山・銅盤）、2つは厦門市（鼓浪嶼・集美）、2つは泉州市に位置（晋江・泉港）する。2023年4月まで、学生数は約50000名、学部生は38,427名、院生は14,358名。

## 学院
- 電気工学と自動化学院
- 機械工学及び自動化学院
- 数学と統計学院
- 化学工学院（中国語版）
- 土木工学院
- 環境と安全工学院
- 経済・経営学院
- 生物科学と工学院
- 外国語学院
- コンピュータとビッグデータ学院
- ソフトウェア学院
- 物理・情報工学院
- マイクロエレクトロニクス学院
- 化学学院
- 建築・都市・農村計画学院
- 紫金地質と鉱業学院
- 廈門工芸美術学院
- 材料科学と工学院
- 法学院
- 至誠学院（中国語版）（独立学院（中国語版））
- 先進製造学院と海洋学院
- 継続教育学院
- マルクス主義学院
- 人文社会科学学院
- メヌス国際工学院
- 医工交差研究院
- スポーツ教育研究部[2]